# Григорівка (Ряшівський повіт)
Григорівка (пол. Grzegorzówka) — розташоване на Закерзонні село в Польщі, у гміні Гижне Ряшівського повіту Підкарпатського воєводства.
Населення — 551 особа (2011).

## Розташування
Розташоване в південно-східній частині Польщі, приблизно за 3 км на схід від Гижного і за 20 км на південний схід від воєводського центру Ряшів, над річкою Млєчка.

## Історія
Село знаходиться на західному Надсянні, яке внаслідок примусового закриття церков у 1593 р. зазнало латинізації та полонізації. Вперше згадується в 1728 р. як село Сяніцької землі Руського воєводства.
На 1836 р. рештки українського населення становили 4 особи, які належали до греко-католицької парафії Тарнавка Каньчуцького деканату Перемишльської єпархії. На той час унаслідок насильної асиміляції українці лівобережного Надсяння опинилися в меншості. Востаннє українці згадуються в селі в шематизмі 1849 р. і в наступному шематизмі (1868 р.) згадка про Григорівку вже відсутня.
У міжвоєнний період село входило до ґміни Гижне Ряшівського повіту Львівського воєводства.
У 1975-1998 роках село належало до Ряшівського воєводства.

## Демографія
Демографічна структура станом на 31 березня 2011 року:
|          | Загалом | Допрацездатний вік | Працездатний вік | Постпрацездатний вік |
| -------- | ------- | ------------------ | ---------------- | -------------------- |
| Чоловіки | 272     | 66                 | 172              | 34                   |
| Жінки    | 279     | 61                 | 156              | 62                   |
| Разом    | 551     | 127                | 328              | 96                   |